# Inmigración haitiana en Chile
La inmigración de haitianos en Chile es el fenómeno migratorio humano a ese país hispanoamericano.

## Historia
En los últimos años se ha producido una oleada de migrantes haitianos a Chile y sobre todo luego del terremoto de Haití de 2010, que produjo el crecimiento de la migración. A esto se le atribuye la presencia de tropas chilenas en la misión de estabilización luego de la crisis de Haití de 2004 y luego como parte de los cascos azules en la Misión de las Naciones Unidas para la Estabilización de Haití, lo que provocó un acercamiento entre la población haitiana con la población militar chilena.

## Demografía
Viven preferente en el Gran Santiago, en comunas como Renca, Quilicura, Recoleta, Independencia y Estación Central. A Quilicura le ha valido el apodo de «la petit Haití» o «Haitílicura». Es una de las migraciones que más ha crecido en Chile en los últimos años, con un 731 % entre 2013 y 2016, período en que se estima la llegada de 41 000 personas. Previo a 2013, se estimaban unos 4000 inmigrantes haitianos, mientras en el censo de 2002 la población haitiana residente en Chile era sólo de 50 personas.
Durante 2016 ingresaron en total unos 48 783 haitianos a Chile y durante el año 2017 ingresaron 104 782 personas. Mientras el año 2016 se registraron sólo 4307 salidas del país, durante el año 2017 la cifra fue de 4669 salidas.
En 2016 la migración de haitianos a la Región Metropolitana representó el mayor crecimiento con respecto al año 2015, con un 6,3 %, seguido con la migración de venezolanos con un 5,4 % según datos de la Asociación de Municipalidades de Chile.
Entre según las visas otorgadas entre los 2005 y 2015, el 68 % de los migrantes haitianos son hombres y el 32 % mujeres, según rango de edad un 7 % tiene entre 0 y 14 años, un 44 % entre 15 y 29 años, otro 44 % entre 30 y 44 años, y un 4 % entre 45 y 49 años.
La migración se produce de forma directa desde Haití o desde comunidades migrantes haitianas existentes en Brasil y República Dominicana.
Juntos a las comunidades colombiana y la dominicana son las llamadas «comunidades emergentes», dado su gran crecimiento en la década de 2010 y por su búsqueda de mejores condiciones de vida. Asimismo, los hijos de inmigrantes haitianos nacidos en Chile, han producido una nueva generación de raza negra, históricamente casi inexistentes en el país.
Sólo en el año 2017 inmigraron a Chile 105 000  haitianos.
Algunos de los migrantes haitianos han re-emigrado a otros destinos como Estados Unidos, Canadá, o Francia.  Esta re-emigración está impulsada por los problemas económicos y la dificultad de la integración con la sociedad chilena,  Este éxodo de haitianos desde Chile ha aumentado en los últimos años, en el año 2021 se registraron  más salidas que entradas de migrantes.

### Barrera idiomática y esfuerzos de integración
A diferencia de otras poblaciones latinoamericanas, los haitianos no son hablantes nativos de la lengua española y muchos no conocen el idioma, lo que ha llevado a muchas organizaciones a crear cursos de español para ellos. En comunas donde la población haitiana es alta han puesto intérpretes (también llamadas mediadores o facilitadores) en los consultorios médicos y en las escuelas. También se está capacitando a las matronas del Servicio de Salud Metropolitano Central en idioma criollo haitiano.
Durante el censo de 2017 existía un formulario de respuestas en criollo haitiano y hubo intérpretes voluntarios de nacionalidad haitiana que apoyaron a los censistas.De manera similar lo hubo para el censo de 2024.

## Solicitud de visado
Debido al explosivo aumento de la inmigración haitiana en Chile, y con el objetivo de controlar este alto flujo de inmigrantes, a fines de 2017, el entonces canciller Heraldo Muñoz anunció que, a solicitud de la Comisión de Relaciones Exteriores de la Cámara de Diputados, se encuentra ya en vigencia, desde abril de 2018, la exigencia de visa consular para el ingreso a ciudadanos haitianos a Chile, tal cual como se implementó en 2012 con los ciudadanos de República Dominicana. La autoridad afirmó que la llegada masiva de haitianos "ha derivado en situaciones de vulneración de derechos a los mismos migrantes, problemáticas de convivencia local, así como delicadas situaciones de trata de personas y tráfico ilícito de migrantes".

## Controversias

### Tráfico de inmigrantes

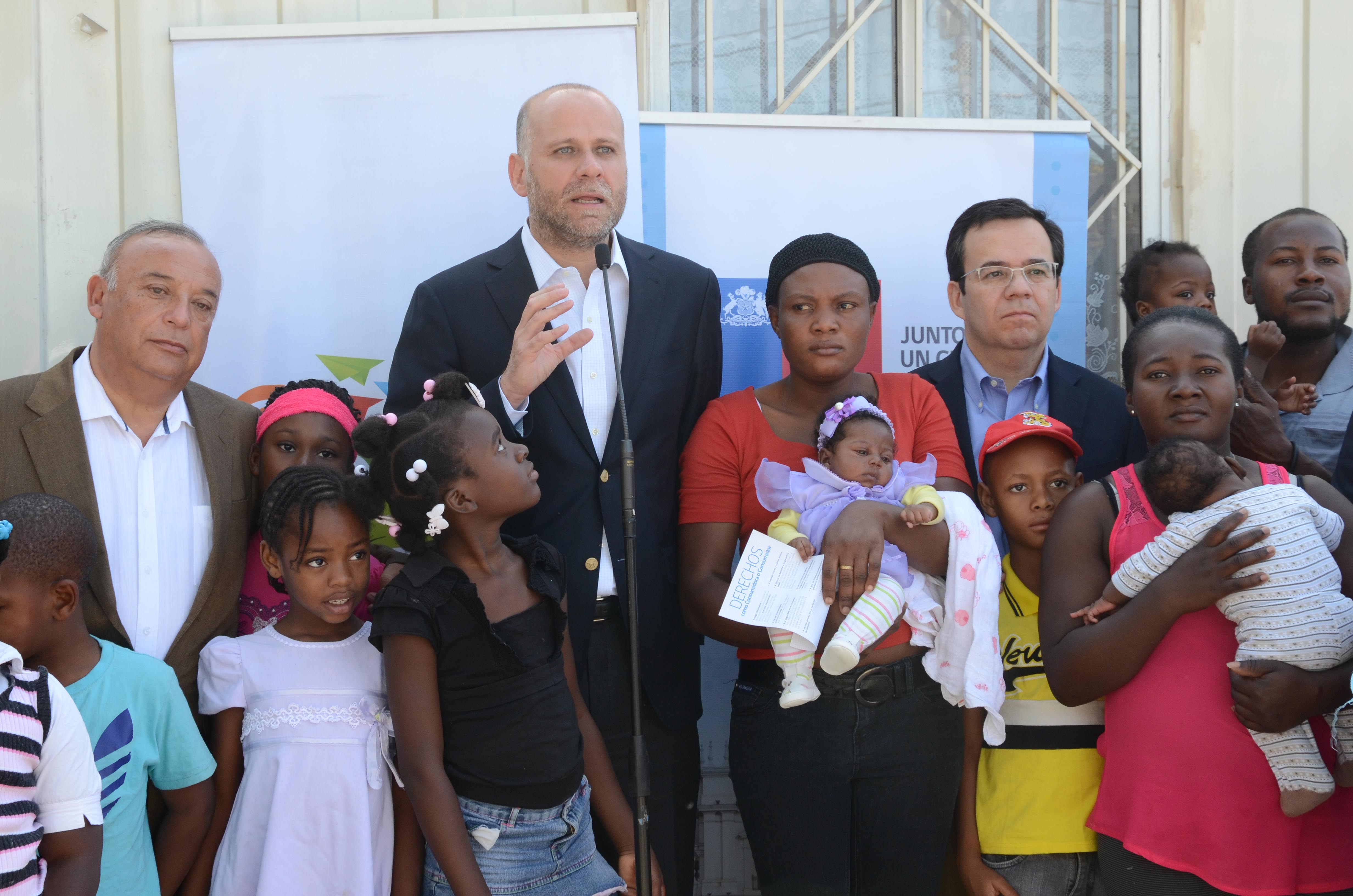
Personeros del segundo gobierno de Michelle Bachelet junto a inmigrantes haitianos en 2015.

En agosto de 2016, tras recibir una denuncia de la Policía de Investigaciones (PDI), el Ministerio Público decidió abrir una investigación acerca de la eventual participación de la aerolínea Latin American Wings en un caso de tráfico de migrantes, dado el masivo ingreso de ciudadanos haitianos como turistas (paradójicamente proviniendo del país más pobre de América) pero que en realidad ingresan con fines de residencia en Chile. La Fiscalía informó que investigaba que algunos de estos pasajeros llegaban a Chile con cartas de invitación falsas compradas a religiosos de iglesias cristianas por hasta US$ 300. Algunos inmigrantes haitianos han afirmado que compran cartas de invitación para ingresar al país y contratos de trabajo falsos para obtener residencia temporal y definitiva.
En diciembre de 2018 el excanciller Heraldo Muñoz comentó que la segunda administración de Michelle Bachelet tuvo la información de que habían "empresas" en Puerto Príncipe que estafaban a los emigrantes haitianos ofreciéndoles que a cambio de vender sus casas, obtendrían un contrato laboral en Chile, contrato el cual nunca recibirían.
El sucesor de Muñoz en el cargo, Roberto Ampuero, comentó sobre la administración de Bachelet que «todos los chilenos recordarán muy bien que llegaban aviones de distintos lugares con personas que decían que venían como turistas y, todo el mundo lo sabía, que venían en realidad a residir y a quedarse en forma permanente en Chile».

### Presunto primer caso de lepra en Chile continental
En julio de 2017, el Ministerio de Salud de Chile (Minsal) confirmó la detección, en Valdivia, de un caso de lepra en un ciudadano haitiano, enfermedad de la cual no había registros en Chile continental (anteriormente hubo casos en Isla de Pascua, sin embargo, la enfermedad se encontraba oficialmente erradicada). Sin embargo el Ministerio de Salud desmintió que fuese el primer caso de lepra en Chile continental, la enfermedad se había presentado antes, siempre presente en visitantes de otros lugares del mundo, nunca por contagio local.

## Cultura

### Actividades
Dentro de las actividades realizadas por la comunidad haitiana se encuentra la celebración del día de la independencia de Haití, el 1 de enero, el cual celebran tomando sopa de Zapallo, como símbolo de la libertad conseguida durante la Independencia de Haití, participando tanto en rituales cristianos y vudú dependiendo de las creencias de la persona. Además celebran el día de la bandera (18 de mayo).
También participan de las fiestas patrias de Chile y se visten con los trajes típicos chilenos.

### Deporte
Tanto en Haití como en Chile, el deporte más popular es el fútbol, además de tener como referente al jugador chileno de ascendencia haitiana Jean Beausejour, la comunidad ha formado varios clubes de fútbol amateur, como el club de fútbol  llamado FC Cruz Azul de Haití inspirado en el equipo mexicano del mismo nombre.
Por otra parte, jugadores de nacionalidad haitiana, han jugado en el fútbol profesional chileno. Por ejemplo, Ricardo Adé, entre 2017 y 2020, militando en Santiago Morning y Magallanes.
En el atletismo destaca la corredora Berdine Castillo, nacida en Haití y nacionalizada chilena, medallista de oro en 800 metros en el  Campeonato Iberoamericano de Atletismo de 2024 y en Sudamericano Sub-23 de Atletismo de 2021.

## Personas destacadas

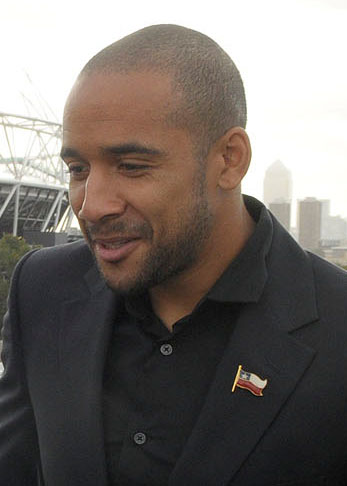
El futbolista Jean Beausejour es hijo de padre haitiano y madre chilena de origen mapuche.

### Haitianos notables residentes en Chile
- Rétélie Beauchamp, modelo.
- Berdine Castillo, atleta naturalizada chilena.
- Pierre Desarmes, músico.
- Gyvens Laguerre, músico y empresario.
- David Versailles, músico.
- Mike Milfort, modelo y Tiktoker.
- «Haitianos del Sur», grupo musical.
- Angel's Voice, coro de góspel.
- Steevens Benjamin, actor.
- Jean Wild, actor.[48]
- Erlande Augustin, actriz y modelo.[49]

### Chilenos descendientes de haitianos
- Jean Beausejour, futbolista.